# کرتمان (ولاشان)
صحرای کرتمان (قرطمان) نام محلی از توابع ولاشان در استان اصفهان در ایران است که باغ‌های ویلایی و مزرعه در آن قرار دارد.